# Vysoký Újezd (okres Beroun)
Obec Vysoký Újezd se nachází v okrese Beroun, kraj Středočeský, asi deset kilometrů východně od Berouna. Správní území obce se skládá ze tří katastrálních území: Vysoký Újezd, Kuchař a Kozolupy. Ve všech částech žije dohromady přibližně 1 800 obyvatel. Kozolupy tvoří exklávu území obce, kterou od prvních dvou částí odděluje území obce Lužce.  

## Historie
První písemná zmínka o obci pochází z roku 1310 (některé prameny uvádějí 1324).

### Územněsprávní začlenění
Dějiny územněsprávního začleňování zahrnují období od roku 1850 do současnosti. V chronologickém přehledu je uvedena územně administrativní příslušnost obce v roce, kdy ke změně došlo:
- 1850 země česká, kraj Praha, politický okres Smíchov, soudní okres Beroun[6]
- 1855 země česká, kraj Praha, soudní okres Beroun
- 1868 země česká, politický okres Hořovice, soudní okres Beroun
- 1936 země česká, politický i soudní okres Beroun[7]
- 1939 země česká, Oberlandrat Kolín, politický i soudní okres Beroun[8]
- 1942 země česká, Oberlandrat Praha, politický i soudní okres Beroun[9]
- 1945 země česká, správní i soudní okres Beroun[10]
- 1949 Pražský kraj, okres Beroun[11]
- 1960 Středočeský kraj, okres Beroun
- 2003 Středočeský kraj, okres Beroun, obec s rozšířenou působností Beroun

### Rok 1932
Ve vsi Vysoký Újezd (565 obyvatel, četnická stanice) byly v roce 1932 evidovány tyto živnosti a obchody: autodopravce, 3 hostince, hrnčíř, kovář, 2 krejčí, výroba lihovin, 2 obuvníci, 2 pokrývači, 2 řezníci, sedlář, 6 obchodů se smíšeným zbožím, švadlena, trafika, truhlář, velkostatek Stome.
Ve vsi Kozolupy (375 obyvatel, samostatná ves se později stala součástí Vysokého Újezda) byly v roce 1932 evidovány tyto živnosti a obchody: obchod s dobytkem  2 hostince, kolář, kovář, krejčí, obchod s obilím, obuvník, pojišťovací jednatelství, 3 rolníci, řezník, 3 obchody se smíšeným zbožím, Spořitelní a záložní spolek pro Kozolupy, Lužce a Bubovice, trafika, truhlář, zahradnictví.

## Obecní správa
Vysoký Újezd je jednou z několika obcí ve Středočeském kraji, která se rozkládá na dvou územích, která spolu nesousedí. Je to dáno tím, že k obci patří jak území Kozolup, tak území vlastního Vysokého Újezdu a Kuchaře. Mezi nimi však leží samostatná obec Lužce.

### Části obce
Obec Vysoký Újezd se skládá ze tří částí na třech katastrálních územích:
- Vysoký Újezd (k. ú. Vysoký Újezd u Berouna)
- Kozolupy (i název k. ú., nesousedící území)
- Kuchař (i název k. ú.)

## Doprava
Dopravní síť
- Pozemní komunikace – Do obce vedou silnice III. třídy.
- Železnice – Železniční trať ani stanice na území obce nejsou. Nejbližší železniční zastávka či stanice je Nučice zastávka asi 3 kilometry vzdálená.

Veřejná doprava 2019
- Autobusová doprava – V obci nebo v místních částech obce zastavovaly příměstské linky 309 (Praha,Zličín - Choteč - Nádraží Radotín), 311 (Praha,Zličín - Mořina - Řevnice) , 425 (Loděnice - Mořinka) a 313 (Praha,Nádraží Radotín - Černošice).

## Pamětihodnosti
- Újezdský zámek vznikl přestavbou starší tvrze v 18. století. Dochovaná podoba je výsledkem novorenesančních úprav z roku 1897.
- Kaple
- Usedlost čp. 9